# Myckelmyrtjärnen, Jämtland
Myckelmyrtjärnen är en sjö i Krokoms kommun i Jämtland och ingår i Indalsälvens huvudavrinningsområde. Sjön har en area på 0,131 kvadratkilometer och ligger 372,2 meter över havet.

## Delavrinningsområde
Myckelmyrtjärnen ingår i det delavrinningsområde (705136-140324) som SMHI kallar för Utloppet av Myckelmyrtjärnen. Medelhöjden är 392 meter över havet och ytan är 2,67 kvadratkilometer. Det finns ett avrinningsområde uppströms, och räknas det in blir den ackumulerade arean 17 kvadratkilometer. Vattendraget som avvattnar avrinningsområdet har biflödesordning 3, vilket innebär att vattnet flödar genom totalt 3 vattendrag innan det når havet efter 307 kilometer. Avrinningsområdet består mestadels av skog (70 procent) och sankmarker (17 procent). Avrinningsområdet har 0,13 kvadratkilometer vattenytor vilket ger det en sjöprocent på 4,8 procent.